# Атік Рагімі
Атік Рагімі (фр. Atiq Rahimi, перс. عتیق رحیمی; нар. 26 лютого 1962, Кабул) — афганський і французький письменник і кінорежисер.

## Біографія
Закінчив франко-афганський ліцей в Кабулі. З початком Афганської війни переїхав до Пакистану, а в 1984 році попросив політичного притулку у Франції, який отримав в 1985 році. Був продюсером документальних фільмів на французькому телебаченні. Захистив докторську дисертацію по відеорежісурі в Сорбонні. У 1990 році дізнався про загибель брата, убитого на батьківщині в 1989 році. Зняв два документальних фільми про Афганістан. У 2002 році після 17 років вигнання повернувся до Кабула, зробив серію фотографій міста, кілька з них були пізніше придбані Музеєм Вікторії та Альберта в Лондоні. Живе в Парижі.

## Творчість
Дебютував у Франції романом «Хак о Хакестар. Земля і попіл» (написаний перською мовою, французький переклад 2000), за яким у 2004 зняв фільм, що отримав визнання критики і публіки. Четверта книга Рагімі, роман «Санґе Сабур. Камінь терпіння» (2008), написана вже французькою, здобула Гонкурівську премію, екранізована у 2012. Камінь терпіння в іранській культурі приймає на себе всі розповіді про життєві трагедії, він мовчить, як не мовчав би жоден слухач, але за легендою, і цей камінь колись лусне, тоді вільною стане жінка, що повіряє йому свої таємниці. Одноіменний роман написав представник модерної іранської літератури Садек Чубак у 1966.